# Teenage Mutant Milk-Caused Hurdles
Teenage Mutant Milk-Caused Hurdles, llamado Obstáculos causados por la leche en adolescentes mutantes en Hispanoamérica y Adolescentes y mutaciones lácteas en España, es un episodio perteneciente a la vigesimoséptima temporada de la serie animada Los Simpson, fue emitido originalmente el 10 de enero de 2016 en EE. UU.. El episodio fue escrito por Joel H. Cohen y dirigido por Timothy Bailey.  